# Sokollu Mehmed Pascha

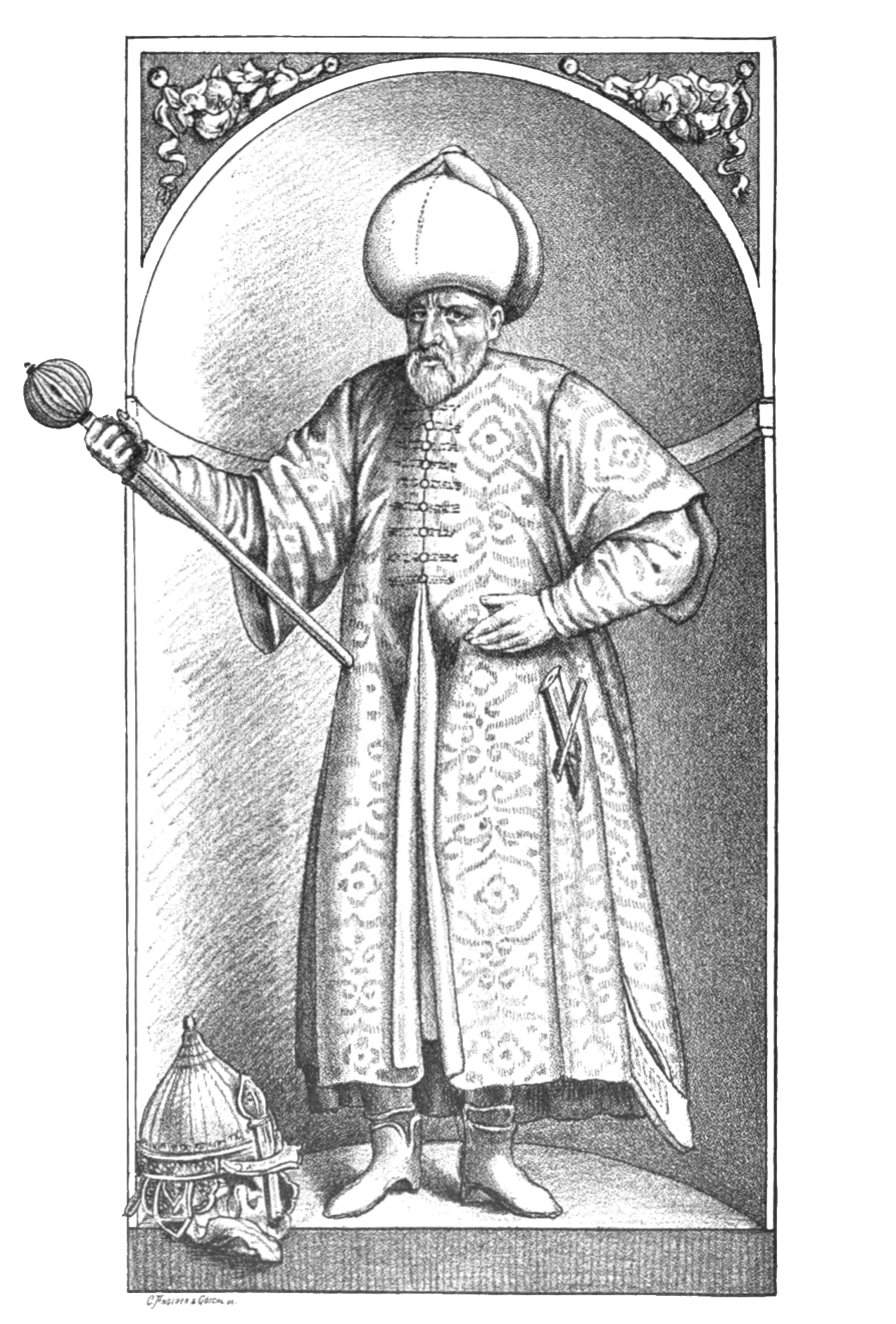
Sokollu Mehmed Pascha

Sokollu Mehmed Pascha (serbokroatisch Мехмед паша Соколовић Mehmed-paša Sokolović, türkisch Sokollu Mehmet Paşa, osmanisch سوکلو محمد پاشا; * um 1505 in Sokol bei Rudo, Sandschak Bosnien als Bajo Nenadić, genannt Bajica; † 12. Oktober 1579 in Istanbul) war ein Militärbefehlshaber und Großwesir des Osmanischen Reiches.

## Leben und Wirken
Sokollu Mehmed Pascha stammte aus der bedeutenden Familie der Sokolović aus dem Dorf Sokol bei Rudo, die am linken Ufer der Drina in der Region um Višegrad ansässig war, und wurde durch einen serbisch-orthodoxen Geistlichen auf den Namen Bajica getauft. Durch die Knabenlese kam er nach Istanbul, wo er zum Islam übertrat. Dort sollte er zum Janitscharen ausgebildet werden. Da er jedoch für klug gehalten wurde, kam er nach einiger Zeit in die Palastschule (Enderun), in der er eine umfassende Bildung erhielt.
Er gewann das Vertrauen Süleymans I. und wurde 1546 zum Kapudan Pascha der türkischen Flotte ernannt. 1549 stieg er zum Beylerbey Rumeliens auf. In einem Feldzug gegen Österreich und Erdelien eroberte er 1551/52 das Banat von Temesvár. 1555 stieg er zum Dritten Wesir, 1561 zum Zweiten und 1565 schließlich zum Großwesir des Osmanischen Reiches auf. Unter seinem Schwiegervater Selim II. herrschte Sokollu Mehmed Pascha de facto uneingeschränkt über das Osmanische Reich. Sokollu Mehmed Pascha protegierte eine Reihe von Verwandten und Bekannten, wie den Chronisten Aşık Çelebi, und verschaffte ihnen Posten im Osmanischen Reich. Zu seiner Zeit zählte die südslawische Sprache (Štokavisch) zu den Hofsprachen der Hohen Pforte. Sein bekanntester Protege war Sokollu Mustafa Pascha, der langjährige Beylerbey von Buda.

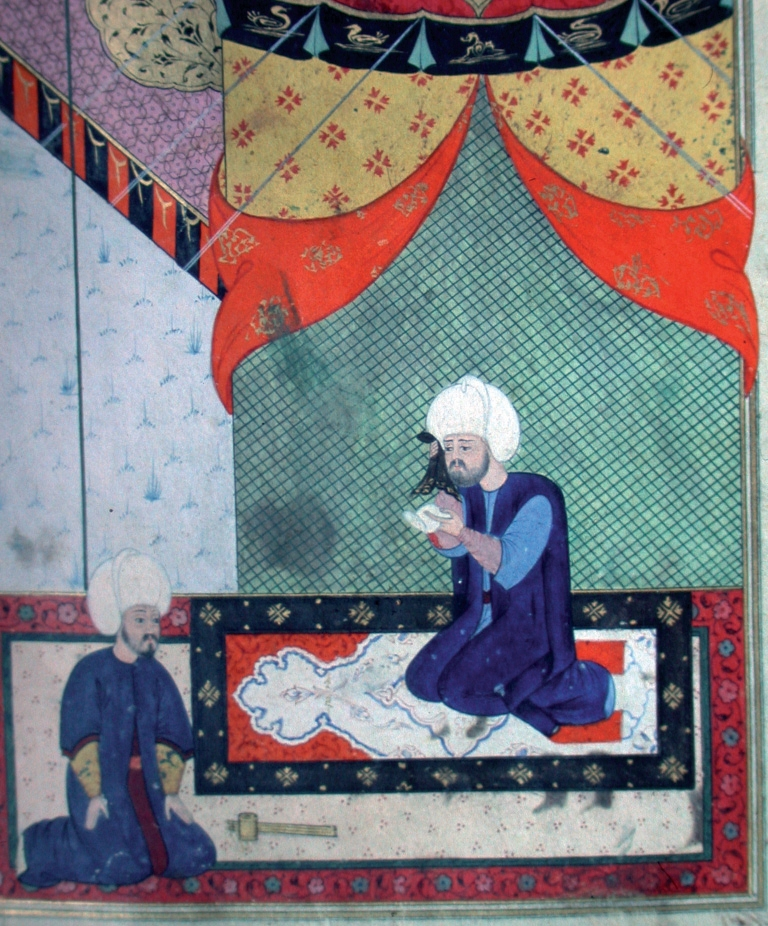
Feridun Ahmed Beg und Sokollu Mehmed Pasha (rechts). Osmanische Illustration um 1568.

Sokollu pflegte Beziehungen zu England und Polen, er vergab in Form von „Kapitulationen“ rechtliche und kommerzielle Vorrechte an Kaufleute aus Frankreich (1569) und aus England (1580). Zur Unterstützung des Sultanats von Aceh sandte er 1569/70 eine Flotte nach Sumatra.
Süleyman verheiratete ihn mit Esmahan, einer Tochter des späteren Sultan Selims. Seine Söhne stiegen ebenfalls zu Sandschakbeys auf.
Im Jahr 1557 wurde das mittelalterliche Patriarchat von Peć erneuert und vom Ohrider Archiepiskopat abgetrennt, wobei Sokollu Mehmed Paschas Verwandter Makarius Sokolović als Patriarch eingesetzt wurde. Angeblich geschah dies aufgrund einer Einflussnahme Mehmed Sokollu Paschas, dies konnte allerdings bis heute nicht nachgewiesen werden.
Unter Murad III. (ab 1574) setzten sich Sokollu Mehmed Paschas politische Gegner immer stärker durch; Sokollu Mehmed Pascha wurde 1579 von einem Derwisch ermordet.

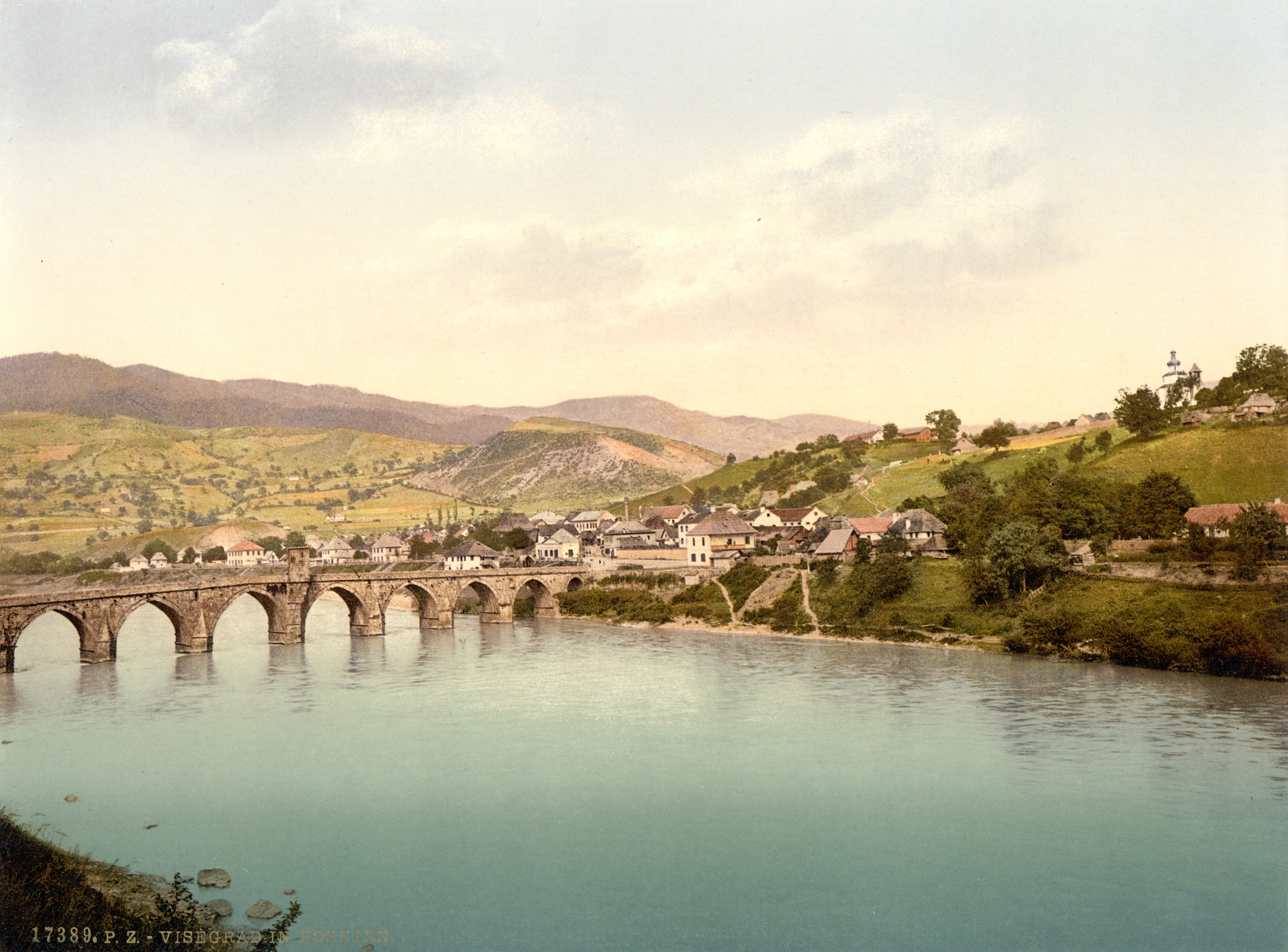
Historische Aufnahme der Mehmed-Paša-Sokolović-Brücke in Višegrad.

Heute ist Sokollu Mehmed Pascha vor allem für die von ihm gestifteten Bauwerke bekannt. Das berühmteste ist die Brücke über die Drina in Višegrad, der Ivo Andrić einen Roman widmete. Auch die Arslanagić-Brücke in Trebinje, die Ziegenbrücke in Sarajevo und die Žepa-Brücke in der Ortschaft Žepa nahe Višegrad wurden von ihm gestiftet. Zudem gehören einige Moscheen zu seinem Vermächtnis, die bekannteste ist die nach ihm benannte Sokollu-Mehmed-Pascha-Moschee in Istanbul.